# Sarotti-Höfe

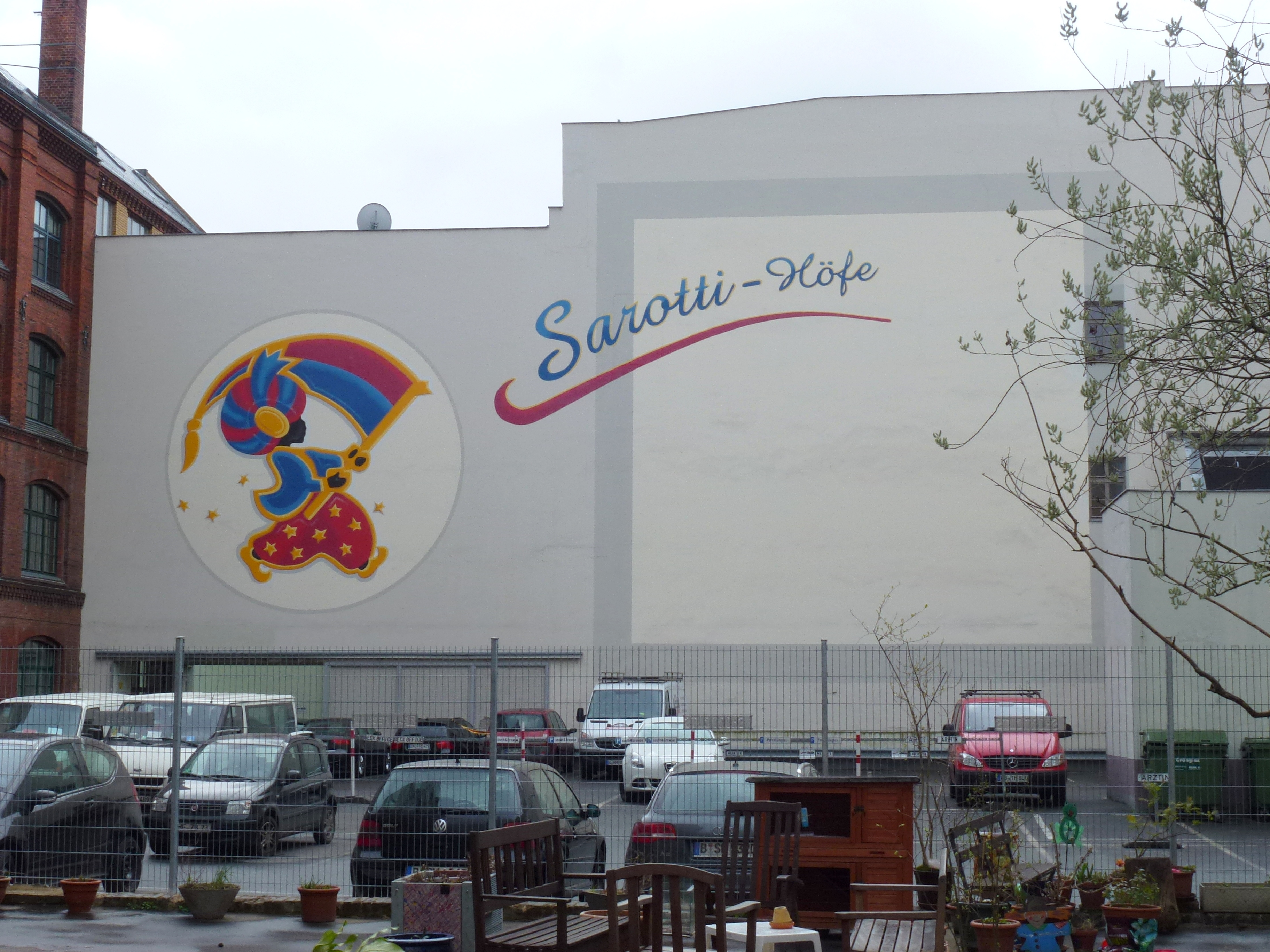
Wand der Sarotti-Höfe mit dem Sarotti-Mohren

Als Sarotti-Höfe werden die denkmalgeschützten Gebäude der ehemaligen Schokoladenfabrik Sarotti am Mehringdamm 53–57 im Berliner Ortsteil Kreuzberg bezeichnet.
Die insgesamt sieben Höfe liegen unweit des Viktoriaparks. Sie sind nach der traditionsreichen, deutschen Schokoladenmarke Sarotti benannt, die hier zwischen 1883 und 1921 produzierte.

## Entstehung

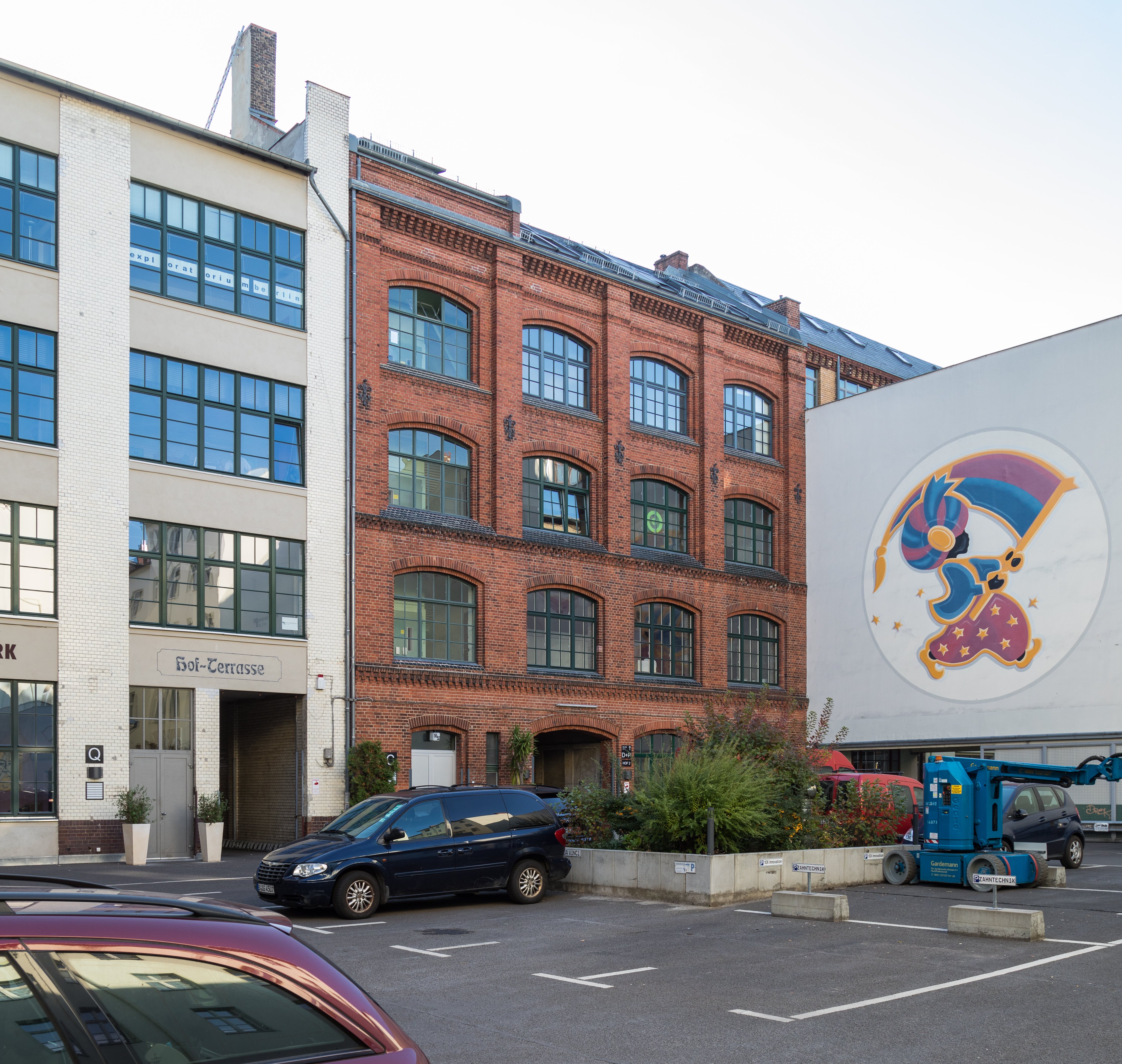
Sarotti-Höfe mit „exploratorium“

Begonnen hatte die Geschichte der Höfe bereits vor 150 Jahren: Am 19. September 1859 erhielt ein gewisser Carl Griese die Erlaubnis, auf seinem Grundstück an der damaligen Tempelhofer Straße 30 ein „Wohn-Stall-und Apartmentgebäude“ zu errichten. Es entstand ein Stall für neun Pferde im Erdgeschoss und je drei Wohnräume im ersten und zweiten Stock. Nach und nach wuchsen im Garten hinter dem Haus ein Seitenflügel, weitere Ställe und Schuppen. 1881 kaufte der Konditor Hugo Hoffmann das Haus und errichtete an Stelle der Remise ein Fabrikgebäude. Die Straße hieß schon Belle-Alliance-Straße als das expandierende Unternehmen zur Nummer 81 auch die Hausnummern 82 und 83 (heute Mehringdamm 53–57) hinzukaufte. Auf das Gründungsdatum der Firma Sarotti 1868 und das Errichtungsjahr 1894 weisen zwei Jahreszahlen an einem der Fabrikgebäude hin. Bis zu 1800 Menschen sollen in den Fabriketagen beschäftigt gewesen sein. Im Januar 1922 wurde die Schokoladenproduktion auf dem Gelände nach einem Brand eingestellt und die Produktion in das neu errichtete Werk in die Teilestraße in Tempelhof verlegt.
Die restaurierten Sarotti-Höfe beherbergen heute ein Hotel mit Café sowie Werbeateliers und Musiklabel.